# Wistohor Chourio Andrade
Wistohor Gregorio Chourio Andrade (Caracas, Venezuela; 23 de abril de 1968) es un militar reserva activa con el rango de mayor general, político y autoridad venezolano, que desde el 7 de julio de 2023, ocupa las funciones de segundo comandante del CEOFANB. También tuvo la comandancia de la Milicia Bolivariana, componente de la Fuerza Armada Nacional Bolivariana (FANB), desde el 2021 hasta el 2023.
Ha sido comandante de la Región Estratégica de Defensa Integral Capital (REDI Capital) (2020-2021) y comandante de la Zona Operativa de Defensa Integral No 41 (ZODI Capital de la REDI Capital) (2018-2020). Chourio participó en el golpe de Estado contra el presidente Carlos Andrés Pérez, encabezado por el teniente coronel Hugo Chávez, el 4 de febrero de 1992.

## Biografía
Chourio nació en Bobures, Estado Zulia, Ingresó en la Academia Militar del Ejército Bolivariano (AMEB) dónde se graduó de Licenciado en Ciencias y Artes Militares (mención Infantería), el 5 de julio de 1990, ocupando el número 62 en el orden de mérito entre los 170 integrantes de la promoción Gral. de División. “José Trinidad Morán".
En 1992, Chourio estuvo presente en el primer intento de golpe de Estado contra el presidente Carlos Andrés Pérez liderizado por Hugo Chávez, Francisco Arias Cárdenas y otros desidentes de la FANB.
Entre los cargos ocupados ha sido comandante de, comandante del 222 Batallón de Infantería Motorizada Coronel Luis María Rivas Dávila estado Trujillo (2009-2011), comandante de la 31 Brigada de Infantería Mecanizada del Ejército -Caracas- (2017-2018), el 311 Batallón de Infantería Mecanizada General en Jefe Libertador Simón Bolívar Caracas (2011-2013). Asimismo, en agosto de 2013, fue designado comandante del Cuartel General del Ministerio del Poder Popular para la Defensa (MPPD). También ha sido comandante de la Zona Operativa de Defensa Integral No 41 (ZODI Capital de la REDI Capital) (2018-2020) y de la Región Estratégica de Defensa Integral Capital (REDI Capital) (2020-2021).

### Comandancia de la Milicia Bolivariana
El 7 de julio de 2021, el presidente de Venezuela Nicolás Maduro, lo designa en la jefatura de la comandancia general de la Milicia Bolivariana (FANB), sustituyendo al mayor general Manuel Bernal Martínez. En 2022, fue ratificado en el mismo puesto.
El 7 de julio de 2023, pasa a fuerza de reserva, dejando la comandancia de la Milicia Bolivariana, quién la sustituye el mayor general mayor general Javier José Marcano Tábata.

### CEOFANB
Tras su retirada a reserva en 2023, el presidente Nicolás Maduro, lo asigna como segundo comandante del Comando Estratégico Operacional de la Fuerza Armada Nacional Bolivariana, nombramiento mencionado por Vladimir Padrino López a través de Twitter.